# Муттис, Рамон
Рамо́н Альфре́до Му́ттис (исп. Ramón Alfredo Muttis; 12 марта 1899, Буэнос-Айрес — 12 января 1955, там же) — аргентинский футболист, центральный защитник.

## Биография
Рамон Муттис начал карьеру в клубе «Уондерерс». В 1920 году он перешёл в клуб «Атланта», где выступал 3 года, являясь одним из лучших игроков команды. Последний матч за клуб он провёл 24 декабря 1922 года против «Химнасии и Эсгримы», матч был проигран его командой 0:1. В 1923 году он перешёл в стан клуба «Бока Хуниорс». С «Бокой» он выиграл 5 чемпионатов Аргентины и 4 малых кубка, проведя 237 матчей в составе команды, составляя дуэт центральных защитников команды вместе с Людовико Бидольо. За свою игру он получил прозвище «Неприступный Рамон».

«Вико был инженером, а я каменщиком. Мы вдвоём делали каждый свою работу. И из-за этих различий вышла хорошая конструкция».

В составе сборной Аргентины Муттис выступал 7 лет. Его дебютной игрой стал матч 20 мая 1923 года против Парагвая, завершившийся вничью 0:0. В 1925 году он выиграл с командой чемпионат Южной Америки, на котором провёл все 4 матча. В 1930 году он поехал со сборной на первый чемпионат мира, где сыграл 1 матч, с командой Франции. Этот матч стал последним для Муттиса в составе национальной команды.
Муттис завершил карьеру в 1932 году, но через 4 года, в 1936 году, возобновил её, сыграв сезон за «Архентинос Хуниорс». Через год он стал играющим тренером клуба «Альмагро» и помог клубу выиграть второй дивизион чемпионата Аргентины, выйдя в Примеру. В 1940 году Муттис тренировал «Архентинос Хуниорс», с которыми, как и с «Альмагро», одержал победу в чемпионате второго дивизиона.

## Достижения
- Чемпион Аргентины: 1923, 1924, 1926, 1930, 1931
- Обладатель Кубка Ибаргурена: 1923, 1924
- Обладатель Кубка Конкуренции Клуба Жокей: 1925
- Чемпион Южной Америки: 1925
- Обладатель Кубка Эстимуло: 1926